# Atherigona farooqii
Atherigona farooqii är en tvåvingeart som beskrevs av Preeti Srivastava 1985. Atherigona farooqii ingår i släktet Atherigona och familjen husflugor. Inga underarter finns listade i Catalogue of Life.